# Abbas Quli Khan
Abbas Quli Khan fou un virrei safàvida de Geòrgia (de fet de Kakhètia) del 1688 al 1694. Va ocupar diversos càrrecs i abans de 1688 era beglerbeg de Gandja i conegut per la seva opulència.
El 1688 el rei Jordi XI de Kartli (conegut a Pèrsia com Gorjin Khan) va planejar un complot contra el governador persa de Kakhètia. El xa Sulayman I de Pèrsia va agafar això com a excusa per deposar Jordi XI i entronitzar a Tbilisi al príncep Irakli I de Kartli, membre de la branca dels bagràtides de Kakhètia, com a rei vassall persa. Irakli s'havia convertit a l'islam i havia agafat el nom de Nazar Ali Khan. Al costat del nou rei, el xa va col·locar a Abbas Quli Khan com a virrei, amb residència a Qara Agash.
El 1691 el rei deposat Jordi XI, refugiat a Ratxa, fou cridat pels nobles revoltats i va recuperar el poder assetjant a Irakli al castell de Tbilisi, i Abbas no va poder (o no va voler) fer res. Jordi va fer submissió al xa i Sulayman el va reconèixer altre cop com a rei. Va esclatar una guerra civil entre la noblesa partidària d'un i altre, que va durar del 1691 al juliol del 1703.
El 1694, a la mort del xa Sulayman, Abbas fou acusat de donar suport a Jordi contra Irakli. El xa Sultan Husayn I va ordenar a Irakli de detenir a Abbas i confiscar els seus béns, i Irakli ho va fer i el va enviar a Esfahan. Qalb Ali Khan fou nomenat virrei en el seu lloc. La sort posterior d'Abbas és desconeguda. El 1695 Irakli fou restaurat pels perses com a rei, però la guerra civil va continuar fins al 1703 en què Jordi fou reconegut rei.